# Vagos (freguesia)
Vagos est une ancienne paroisse civile portugaise (en portugais : freguesia) de la municipalité de Vagos dans le district d'Aveiro.
La loi no 11-A/2013 du 28 janvier 2013, portant réorganisation administrative du territoire des freguesias, fusionne Vagos avec la paroisse voisine de Santo António de Vagos pour former l’União das freguesias de Vagos e Santo António (dont le siège est à Vagos).